# Németország kancellárjainak listája
Németország kancellárjainak listája az 1871-es kikiáltástól.
| Kép                                                                      | Név                                                 | Hivatal kezdete      | Hivatal vége        | Párt               | Megjegyzés                                                                   |
| ------------------------------------------------------------------------ | --------------------------------------------------- | -------------------- | ------------------- | ------------------ | ---------------------------------------------------------------------------- |
| A Német Császárság kancellárjai (1871-től)                               |                                                     |                      |                     |                    |                                                                              |
|                                                                          | Otto von Bismarck (1815–1898)                       | 1871. március 21.    | 1890. március 20.   | Párton kívüli      | Németország első kancellárja                                                 |
|                                                                          | Leo von Caprivi (1831–1899)                         | 1890. március 20.    | 1894. október 26.   | Párton kívüli      |                                                                              |
|                                                                          | Chlodwig zu Hohenlohe-Schillingsfürst (1819–1901)   | 1894. október 26.    | 1900. október 17.   | Párton kívüli      |                                                                              |
|                                                                          | Bernhard von Bülow (1849–1929)                      | 1900. október 17.    | 1909. július 13.    | Párton kívüli      |                                                                              |
|                                                                          | Theobald von Bethmann-Hollweg (1856–1921)           | 1909. július 14.     | 1917. július 13.    | Párton kívüli      |                                                                              |
|                                                                          | Georg Michaelis (1857–1936)                         | 1917. július 14.     | 1917. október 31.   | Párton kívüli      |                                                                              |
|                                                                          | Georg von Hertling (1843–1919)                      | 1917. november 1.    | 1918. október 3.    | Német Centrum Párt |                                                                              |
|                                                                          | Miksa Sándor Frigyes herceg (1867–1929)             | 1918. október 3.     | 1918. november 9.   | Párton kívüli      | Baden hercege                                                                |
| Az első világháború utáni Németország kancellárjai (Weimari köztársaság) |                                                     |                      |                     |                    |                                                                              |
|                                                                          | Friedrich Ebert (1871–1925)                         | 1918. november 9.    | 1919. február 11.   | SPD                | A Császárság megszűnése és a Weimari Köztársaság kikiáltása közötti időszak. |
|                                                                          | Philipp Scheidemann (1865–1939)                     | 1919. február 13.    | 1919. június 20.    | SPD                |                                                                              |
|                                                                          | Gustav Bauer (1870–1944)                            | 1919. augusztus 14.  | 1920. március 26.   | SPD                |                                                                              |
|                                                                          | Hermann Müller (1876–1931)                          | 1920. március 27.    | 1920. június 8.     | SPD                |                                                                              |
|                                                                          | Konstantin Fehrenbach (1852–1926)                   | 1920. június 21.     | 1921. május 10.     | Német Centrum Párt |                                                                              |
|                                                                          | Joseph Wirth (1879–1956)                            | 1921. május 10.      | 1922. november 14.  | Német Centrum Párt |                                                                              |
|                                                                          | Wilhelm Cuno (1876–1933)                            | 1922. november 22.   | 1923. augusztus 12. | Párton kívüli      |                                                                              |
|                                                                          | Gustav Stresemann (1878–1929)                       | 1923. augusztus 13.  | 1923. november 23.  | Német Néppárt      |                                                                              |
|                                                                          | Wilhelm Marx (1863–1946)                            | 1923. november 30.   | 1925. január 15.    | Német Centrum Párt |                                                                              |
|                                                                          | Hans Luther (1879–1962)                             | 1925. január 15.     | 1926. május 12.     | Párton kívüli      |                                                                              |
|                                                                          | Wilhelm Marx (1863–1946)                            | 1926. május 17.      | 1928. június 12.    | Német Centrum Párt | Wilhelm Marx másodszor lett kancellár.                                       |
|                                                                          | Hermann Müller (1876–1931)                          | 1928. június 28.     | 1930. március 27.   | SPD                | Hermann Müller másodszor lett kancellár.                                     |
|                                                                          | Heinrich Brüning (1885–1970)                        | 1930. március 30.    | 1932. május 30.     | Német Centrum Párt |                                                                              |
|                                                                          | Franz von Papen (1879–1969)                         | 1932. június 1.      | 1932. november 17.  | Német Centrum Párt |                                                                              |
|                                                                          | Kurt von Schleicher (1882–1934)                     | 1932. december 3.    | 1933. január 28.    | Párton kívüli      |                                                                              |
| A Harmadik Birodalom kancellárjai                                        |                                                     |                      |                     |                    |                                                                              |
|                                                                          | Adolf Hitler (1889–1945)                            | 1933. január 30.     | 1945. április 30.   | NSDAP              | 1934-től birodalmi elnök is, Németország führere (vezére)                    |
|                                                                          | Joseph Goebbels (1897–1945)                         | 1945. április 30.    | 1945. május 1.      | NSDAP              |                                                                              |
|                                                                          | Johann Ludwig Graf Schwerin von Krosigk (1887–1977) | 1945. május 1.       | 1945. május 23.     | Párton kívüli      | Vezető miniszterként                                                         |
| A második világháború utáni Német Szövetségi Köztársaság kancellárjai    |                                                     |                      |                     |                    |                                                                              |
|                                                                          | Konrad Adenauer (1876–1967)                         | 1949. szeptember 15. | 1963. október 16.   | CDU                | 1945 és 1949 között brit, amerikai és francia megszállás.                    |
|                                                                          | Ludwig Erhard (1897–1977)                           | 1963. október 16.    | 1966. december 1.   | CDU                |                                                                              |
|                                                                          | Kurt Georg Kiesinger (1904–1988)                    | 1966. december 1.    | 1969. október 21.   | CDU                |                                                                              |
|                                                                          | Willy Brandt (1913–1992)                            | 1969. október 21.    | 1974. május 7.      | SPD                |                                                                              |
|                                                                          | Walter Scheel (1919–2016)                           | 1974. május 7.       | 1974. május 16.     | FDP                |                                                                              |
|                                                                          | Helmut Schmidt (1918–2015)                          | 1974. május 16.      | 1982. október 1.    | SPD                |                                                                              |
| Az újraegyesített Németország kancellárjai (1990–)                       |                                                     |                      |                     |                    |                                                                              |
|                                                                          | Helmut Kohl (1930–2017)                             | 1982. október 1.     | 1998. október 27.   | CDU                |                                                                              |
|                                                                          | Gerhard Schröder (1944–)                            | 1998. október 27.    | 2005. november 22.  | SPD                |                                                                              |
|                                                                          | Angela Merkel (1954–)                               | 2005. november 22.   | 2021. december 8.   | CDU                | Első női kancellár                                                           |
|                                                                          | Olaf Scholz (1958–)                                 | 2021. december 8.    | 2025. május 6.      | SPD                |                                                                              |
|                                                                          | Friedrich Merz (1955–)                              | 2025. május 6.       | hivatalban          | CDU                |                                                                              |

## Fordítás
- Ez a szócikk részben vagy egészben  a   List of Chancellors of Germany című angol Wikipédia-szócikk ezen változatának fordításán alapul.  Az eredeti cikk szerkesztőit annak laptörténete sorolja fel. Ez a jelzés csupán a megfogalmazás eredetét és a szerzői jogokat jelzi, nem szolgál a cikkben szereplő információk forrásmegjelöléseként.

## Lásd még
- Németország
- Németország történelme
- Németország államfőinek listája